# Rhytachne megastachya
Rhytachne megastachya är en gräsart som beskrevs av Jacq.-fel. Rhytachne megastachya ingår i släktet Rhytachne och familjen gräs. IUCN kategoriserar arten globalt som nära hotad. Inga underarter finns listade i Catalogue of Life.